# Panama op de Olympische Zomerspelen 1948
Panama nam deel aan de Olympische Zomerspelen 1948 in Londen, Engeland. Het was voor het eerst sinds 1928 weer aanwezig. In de persoon van Lloyd LaBeach won het zijn eerste medailles.

## Medailleoverzicht
| Sport    | Olympiër      | Discipline | Medaille |
| -------- | ------------- | ---------- | -------- |
| Atletiek | Lloyd LaBeach | 100m (m)   | Brons    |
| Atletiek | Lloyd LaBeach | 200m (m)   | Brons    |

## Deelnemers en resultaten
(m) = mannen, (v) = vrouwen 

### Atletiek
| Olympiër      | Discipline | Resultaat | Prestatie                                                                                          |
| ------------- | ---------- | --------- | -------------------------------------------------------------------------------------------------- |
| Lloyd LaBeach | 100m (m)   | Brons     | serie 3: 1ste in 10,5 kwartfinale 4: 1ste in 10,5 halve finale 2: 2de in 10,5 finale: 3de in 10,6  |
| Lloyd LaBeach | 200m (m)   | Brons     | serie 12: 1ste in 21,4 kwartfinale 3: 1ste in 21,7 halve finale 2: 2de in 21,6 finale: 3de in 21,2 |

Afghanistan · Argentinië · Australië · België · Bermuda · Birma · Brazilië · Brits-Guiana · Canada · Ceylon · Chili · Colombia · Cuba · Denemarken · Egypte · Filipijnen · Finland · Frankrijk · Griekenland · Groot-Brittannië · Hongarije · Ierland · IJsland · India · Irak · Iran · Italië · Jamaica · Joegoslavië · Libanon · Liechtenstein · Luxemburg · Malta · Mexico · Monaco · Nederland · Nieuw-Zeeland · Noorwegen · Oostenrijk · Pakistan · Panama · Peru · Polen · Portugal · Puerto Rico · Republiek China · Singapore · Spanje · Syrië · Trinidad en Tobago · Tsjecho-Slowakije · Turkije · Uruguay · Venezuela · Verenigde Staten · Zuid-Afrika · Zuid-Korea · Zweden · Zwitserland